# Shizuishan
Shizuishan (cinese: 石嘴山; pinyin: Shízuǐshān) è una città-prefettura della Cina nella regione autonoma del Ningxia.

## Suddivisioni amministrative
- Distretto di Dawukou
- Distretto di Huinong
- Contea di Pingluo